# Chelif Oued

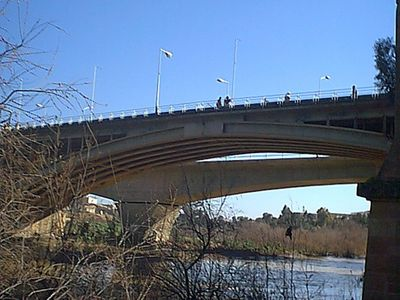
Bro över Chelif Oued

Chelif Oued, Chelif eller Chéliff (arabiska: وادي الشلف, Wadi ash-Shalif) är den längsta och viktigaste floden i Algeriet. Floden är 725 km lång; den rinner upp i Sahara-Atlas och mynnar ut i Medelhavet nordöst om Oran, vid koordinaterna 36°2′26″N 0°7′58″Ö / 36.04056°N 0.13278°Ö. Den har oregelbunden vattenföring och är inte segelbar. Det finns flera dammanläggningar längs floden.